# جبل السلسلة

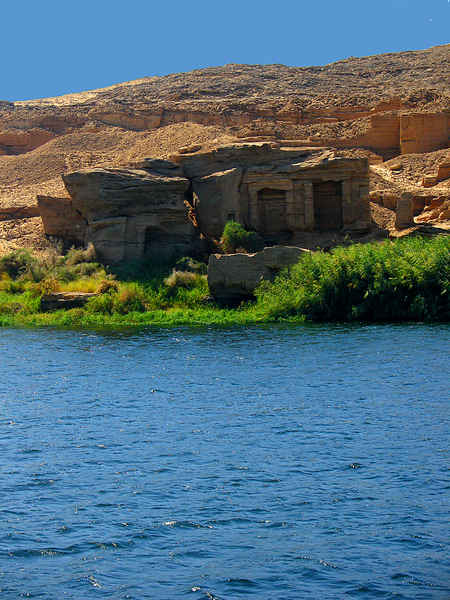
نحت قدماء المصريين معبد لكل من رمسيس الثاني ومرنبتاح في الجبل.

جبل السلسلة تقع على بعد 65كم إلى شمال أسوان، حيث يضيق نهر النيل فتصبح كل ضفة جرفا شديد الانحدار، وهناك كانت محاجر لقدماء المصريين استمرت منذ الأسرة الثامنة عشر وحتى عصور مصر اليونانية والرومانية.
واليوم هي إحدى قرى مركز كوم أمبو التابع لمحافظة أسوان في مصر. يبلغ التعداد السكاني للقرية 22.000 نسمة في عام 2005.
يحدها من الجنوب قرية دابود ومن الشمال قرية الدكة ومن الشرق قرية السلسلة بحري ومن الغرب أراضي زراعية إلى النيل وتتميز القرية بزراعة قصب السكر وبعض الزراعات الأخرى مثل القمح والسمسم والخضروات وبها مدارس ابتدائية وإعدادية .